# Evil Does Not Exist
Evil Does Not Exist (japanisch 悪は存在しない Aku wa sonzai shinai, dt.: „Das Böse existiert nicht“) ist ein japanischer Spielfilm von Ryūsuke Hamaguchi aus dem Jahr 2023. Das Drama stellt ein Dorf in den Mittelpunkt, dessen Bewohner mit der Errichtung von Glamping-Unterkünften konfrontiert werden, was zu einem ökologischen Ungleichgewicht führen könnte.
Das Werk wurde beim Filmfestival von Venedig uraufgeführt.

## Handlung
Takumi und seine Tochter Hana leben in Mizubiki, einem Dorf in der Nähe von Tokio. Wie die vorangegangenen Generationen führen beide ein bescheidenes Leben im Einklang mit der Natur. Eines Tages werden die Dorfbewohner darauf aufmerksam, dass in der Nähe von Takumis Haus Glamping-Unterkünfte errichtet werden sollen. Diese sollen den Stadtbewohnern einen komfortablen „Zufluchtsort“ in der Natur bieten.
Als zwei Vertreter des Glamping-Unternehmens das Dorf besuchen und die Pläne vorstellen, sorgt dies unter den Bewohnern für Unruhe. Es stellt sich heraus, dass das Projekt negative Auswirkungen auf die örtliche Wasserversorgung haben wird. Die Pläne des Unternehmens gefährden sowohl das ökologische Gleichgewicht der Region als auch die Lebensweise der Menschen vor Ort. Bald schon wirken sich die Folgen des Bauprojekts tiefgreifend auf Takumis Leben aus.

## Hintergrund
Evil Does Not Exist ist der erste Spielfilm von Ryūsuke Hamaguchi nach dem weltweiten Erfolg seiner Literaturverfilmung Drive My Car. Erneut arbeitete er mit Komponistin Eiko Ishibashi zusammen, deren Musik als Ausgangspunkt für diesen Film gilt.
Produziert wurde das Werk von Satoshi Takata für Neopa Inc. Noch vor seiner Veröffentlichung wurden die Verwertungsrechte von Evil Does Not Exist in Frankreich, Italien und Spanien veräußert.

## Veröffentlichung
Die Premiere erfolgte am 4. September 2023 bei den 80. Filmfestspielen von Venedig, wo der Film in den Hauptwettbewerb eingeladen wurde.

## Auszeichnungen
Für Evil Does Not Exist erhielt Hamaguchi seine erste Einladung in den Wettbewerb um den Goldenen Löwen, den Hauptpreis des Filmfestivals von Venedig. Dort hatte das Werk gegenüber dem Beitrag Poor Things das Nachsehen und wurde mit dem zweitwichtigsten Preis (Silberner Löwe – Großer Preis der Jury) ausgezeichnet.